# Tobias Giehl
Tobias Giehl (ur. 25 lipca 1991 w Monachium) – niemiecki lekkoatleta specjalizujący się w biegach płotkarskich i sprinterskich.

## Kariera sportowa
Największy sukces w karierze odniósł w 2009 r. w Nowym Sadzie, zdobywając na mistrzostwach Europy juniorów złoty medal w biegu na 400 metrów przez płotki (uzyskany czas: 50,85). W 2010 r. na mistrzostwach świata juniorów w Moncton zajął 6. miejsce w sztafecie 4 × 400 metrów. W tych mistrzostwach uczestniczył również w półfinale biegu na 400 m ppł (uzyskany czas: 51,77), ale nie zdobył awansu do finału – podobnie jak na młodzieżowych mistrzostwach Europy (Ostrawa 2011, uzyskany czas: 50,56) oraz dwóch mistrzostwach Europy (Helsinki 2012, uzyskany czas: 49,95 i Amsterdam 2016, uzyskany czas: 49,50).
W lekkoatletycznych mistrzostwach Niemiec na otwartym stadionie zdobył łącznie 7 medali: w biegu na 400 m ppł – 4 srebrne (2011, 2012, 2013, 2016) i brązowy (2014) oraz w sztafecie 4 × 400 metrów – 2 złote (2016, 2018). Był również brązowym medalistą halowych mistrzostw Niemiec w sztafecie 4 × 400 metrów (2015).
Rekordy życiowe:
- stadion

- bieg na 400 m – 47,25 (15 lipca 2012, Hösbach)
- bieg na 400 m ppł – 49,48 (10 lipca 2016, Mönchengladbach)
- sztafeta 4 × 400 metrów – 3:08,99 (22 lipca 2018, Norymberga)

- hala

- bieg na 400 m – 48,24 (24 stycznia 2010, Fürth)
- sztafeta 4 × 200 metrów – 1:27,30 (22 lutego 2015, Karlsruhe)